# Кнуд I Хардекнуд
Кнуд I Хардекнуд (дат. Knud 1. Hardeknud) (888-е — 948?) — первый король Дании (около 916—948?) из династии Кнютлингов.

## Биография
Согласно свидетельству Адама Бременского со слов датского короля Свена II Эстридсена, Дания была покорена в 880-е годы шведским вождем Олафом с сыновьями, установившим свою династию вместо древней династии Скьёльдунгов. После смерти Олафа страной одновременно правили два его сына, а около 915 года королём стал внук Олафа Сигтрюгг.
Кнуд родился в 880-е годы. Его отец, некто по имени Свен, приходился (возможно, приемным) внуком легендарному Рагнару Лодброку (Кожаные штаны). Адам сообщает, что Кнуд пришел в Данию около 916 года из «Nortmannia», что могло означать как Норвегию, так и Нормандию, или даже Восточную Англию, и сверг короля Сигтрюгга. Скорее всего, он происходил из династии Инглингов. После этого Кнуд правил около тридцати лет.
В 948 году архиепископ Бремена назначил в Данию трёх епископов, хотя сам Кнуд был, в лучшем случае, безразличен к христианству.
Согласно «Пряди о сыновьях Рагнара», Кнуд Жестокий был сыном Сигурда Змееглазого (сына Рагнара Лодброка) и Блайи, дочери Эллы Нортумбрийского. После гибели Сигурда Змееглазого Кнуд унаследовал от отца Селунд, Скани и Халланд, кроме Викин. Пока Кнуд был мал, управление владениями было в руках его бабки Аслауг (дочери Сигурда Убийцы Фафнира и матери Сигурда Змееглазого) и Хельги Смелого, вынесшего из боя знамя и оружие погибшего Сигурда. Сыном Кнуда Жестокого был Горм, после смерти своего тестя Харальда Клака завершивший объединение Дании присоединением Йотланда.
Сыном Сигурда Змееглазого называет Кнуда и Свен Аггесен в «Historia brevis regum Dacie».